# Hemisphaerius atromaculatus
Hemisphaerius atromaculatus är en insektsart som beskrevs av William Lucas Distant 1916. Hemisphaerius atromaculatus ingår i släktet Hemisphaerius och familjen sköldstritar. Inga underarter finns listade i Catalogue of Life.